# Pellefigue
Pellefigue település Franciaországban, Gers megyében. Lakosainak száma 107 fő (2022. január 1.). Pellefigue Gaujac, Mongausy, Sabaillan, Saint-Élix és Simorre községekkel határos.

## Népesség
A település népességének változása:
| Lakosok száma | 183  | 129  | 88   | 116  | 124  | 118  | 116  | 114  | 115  | 107  |
|               | 1968 | 1982 | 1990 | 2006 | 2013 | 2015 | 2017 | 2019 | 2020 | 2022 |